# Požarskij rajon
Il Požarskij rajon (in russo Пожа́рский райо́н?) è un rajon (distretto) del Territorio del Litorale, nell'estremo oriente russo; il capoluogo è l'insediamento di tipo urbano di Lučegorsk.
Si estende nella sezione nordoccidentale del Territorio del Litorale, presso il confine cinese e il confine interno con il Territorio di Chabarovsk; il territorio è attraversato dal fiume Bikin ed è compreso tra il versante orientale dei monti Sichotė-Alin' e la valle del fiume Ussuri.
La popolazione è molto scarsa (la densità è di circa 1,5 abitanti per chilometro quadrato) ed è concentrata per circa i 2/3 nel capoluogo Lučegorsk, che è l'unico centro urbano.